# منحنی بی‌تفاوتی

An example of an indifference map with three indifference curves represented

در تئوری اقتصاد خرد، منحنی بی‌تفاوتی گرافی است که مقدار مختلفی از انتخاب نسبتی از کالاها که برای مصرف‌کننده تفاوتی نخواهد داشت را گویند.به عبارت دیگر؛ مکان هندسی ترکیبات از دو کالا که مقدار یکسانی مطلوبیت ایجاد میکند. در هر نقطهٔ انتخابی این منحنی مصرف‌کننده ترجیحی بر نسبت انتخاب‌هایش نخواهد داشت.
همچنین در هر نقطه از منحنی مطلوبیت مقداری ثابت است.

## نگارخانه